# Нордовский сельсовет
Нордовский сельсовет — муниципальное образование в Мелеузовском районе Башкортостана.
Административный центр — село Нордовка.

## История
Согласно Закону о границах, статусе и административных центрах муниципальных образований в Республике Башкортостан имеет статус сельского поселения.

## Население
| 2002  | 2009  | 2010  | 2012  | 2013  | 2014  | 2015  |
| ----- | ----- | ----- | ----- | ----- | ----- | ----- |
| 1428  | ↗1545 | ↗1550 | ↘1509 | ↘1463 | ↘1442 | ↗1515 |
| 2016  | 2017  | 2018  |       |       |       |       |
| ↘1504 | ↘1486 | ↘1465 |       |       |       |       |

## Состав сельского поселения
| № | Населённый пункт | Тип населённого пункта       | Население |
| - | ---------------- | ---------------------------- | --------- |
| 1 | Нордовка         | село, административный центр | ↘1000     |
| 2 | Дмитриевка       | деревня                      | ↗356      |
| 3 | Варварино        | село                         | ↘188      |
| 4 | Новотроевка      | деревня                      | ↗6        |

В 1979 году из состава сельсовета были исключены выселенные деревни Веденовка и Чуфаровка.